# ایلیا ۶۶۰۴
سیارک ۶۶۰۴ (به انگلیسی: 6604 Ilias، نامگذاری:1990QE8) شش هزار و ششصد و چهارمین سیارک کشف شده‌است که در ۱۶ اوت ۱۹۹۰ کشف شد.
قدر مطلق سیارک برابر ۱۲٫۶۰ است.